# José María Pinedo
José María Pinedo (Buenos Aires, Virreinato del Río de la Plata, 21 de julio de 1795 - Buenos Aires, Argentina, 19 de febrero de 1885), fue un destacado marino de las Provincias Unidas del Río de la Plata que participó de la guerra de independencia, las guerras civiles y la guerra del Brasil, aunque su más recordada actuación es el papel pasivo que desempeñó durante la ocupación de las islas Malvinas por el Reino Unido.

## Biografía
José María Pinedo nació en Buenos Aires, Virreinato del Río de la Plata, el 21 de julio de 1795, hijo del coronel del ejército español Agustín José de Pinedo y de Juana Albizuri y Echaurri.
Cursó en la Academia Militar del Regimiento de Artillería entre 1811 y 1812, la que se disolvió por muerte de su director, pasando entonces a cuerpo de Marina.

## Carrera militar

### Guerra de Independencia
Inició su carrera como oficial aventurero en la corbeta Vigilancia el 1 de abril de 1816 a las órdenes del comandante Jorge Ross siendo enviado a aguas europeas en misión corsaria entre 1818 y 1819.
Pasó luego a Filadelfia donde transbordó a la goleta Independencia armada como la anterior en corso por el agente Juan Pedro Aguirre.
Bajo el mando del teniente coronel Juan Grimalds hizo la campaña del Atlántico Norte.
Peleó en las costas españolas asistiendo a varios encuentros con buques realistas en los que recibió dos heridas.

### Guerras civiles
El 14 de septiembre de 1819 recibió el mando de la goleta Fortuna. Con este buque marchó al río Paraná e integró las fuerzas navales del Directorio al mando de Ángel Hubac en la lucha contra los caudillos Francisco Ramírez y Estanislao López, participando del combate de la Boca del Colastiné del 26 de diciembre en que Hubac fue herido de muerte y reemplazado por el capitán Manuel Monteverde, y en el combate de Punta Gorda del 29 de diciembre.
En marzo de 1820 integró la escuadrilla que al mando de Monteverde fue puesta a disposición de Ramírez en cumplimiento del Tratado de Pilar y participó de las acciones de caudillo entrerriano contra Gervasio Artigas.
El 17 de abril Monteverde se pasó con su fuerza a Ramírez, pero Francisco Seguí y los oficiales a sus órdenes Antonio Vidal y José María Pinedo se mantuvieron leales a Buenos Aires.
El 6 de noviembre de 1820 fue promovido a teniente 1.º graduado y terminada la campaña fue destinado al servicio de puerto de Buenos Aires, donde organizó la Comandancia de Marina, Puerto y Sanidad.

### Guerra del Brasil

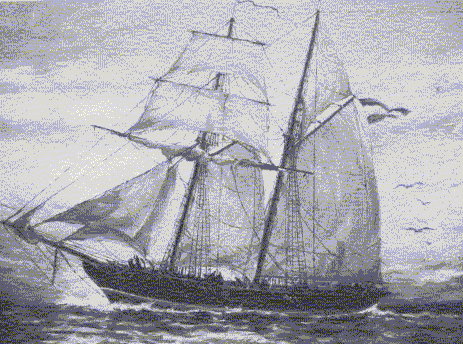
Goleta Sarandí.

El 4 de diciembre de 1825 fue nombrado teniente 1.º efectivo en ocasión de iniciarse la guerra del Brasil.
Al mando de la goleta Sarandí formó parte de la escuadra de Guillermo Brown.
Asistió al ataque a Colonia del Sacramento de febrero y marzo de 1826. La noche del 27 de abril en el malogrado intento de abordaje de la fragata Emperatriz, Pinedo recibió órdenes de Brown de maniobrar sobre la Nitcheroy para evitar que diera fondo, pero desobedeció.
Participó del combate del Banco de Ortíz del 2 de mayo. Se batió ese mismo mes con la Maceió y del intercambio de fuego de 23 de mayo en Balizas Exteriores, donde su buque recibió un impacto a ras de agua. En junio efectuó tareas de patrulla en los lindes de los bancos del río. Integraba el convoy que dio lugar al combate de Los Pozos del 11 de junio de 1826. No se unió hasta último momento al Combate de Quilmes del 29 y 30 de julio, por lo que fue relevado de su mando por Brown.
Fue luego puesto al mando de la Sin Par con la que realizó un crucero por las costas del Brasil capturando treinta buques imperiales, siete de las cuales pudo trasladar a Buenos Aires.
El 4 de agosto de 1827 fue promovido a capitán, asumiendo el mando del corsario Rápido.
Sostuvo un fuerte cañoneo con un convoy imperial al que le capturó dos buques.
Tomado prisionero fue conducido a Río de Janeiro y liberado tras la paz en 1828, regresando al país en el bergantín goleta Riobamba.

### Malvinas

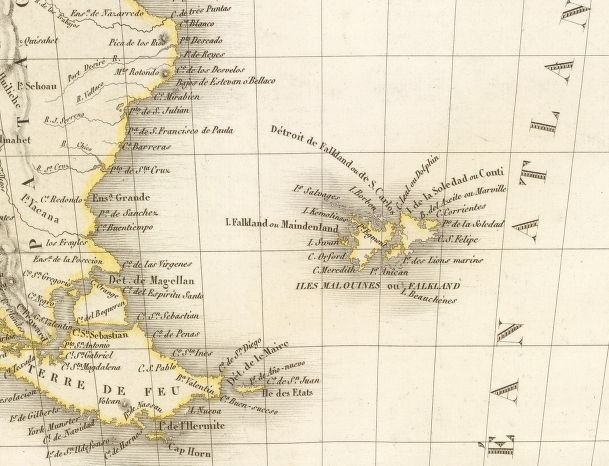
Las Islas Malvinas en un mapa francés de 1833.

El 27 de octubre de 1829 fue ascendido a sargento mayor y nombrado nuevamente comandante de la Sarandí, con la que efectuó numerosos viajes a Bahía Blanca y Carmen de Patagones. Entre 1830 y 1831 se formó una la escuadrilla británica para el Atlántico Sur.
El 23 de septiembre de 1832 partió con la Sarandí rumbo a las Islas Malvinas y quince días después estaba en Puerto Soledad. Transportaba al nuevo gobernador Sargento Mayor José Francisco Mestivier, con 50 soldados, junto con sus esposas e hijos. Esta pequeña guarnición incluía criminales condenados a servir en el ejército. Algunos de los hombres de Vernet también viajaban entre ellos William Dickson y Enrique Metealf. Matthew Brisbane actuó en calidad de piloto de la Sarandí.
Tras el incidente y ataque del USS Lexington a Puerto Soledad, Luis Vernet se había negado a continuar como militar y comandante civil en las Islas Malvinas. Por lo tanto, Juan Manuel de Rosas nombró en el cargo a Mestivier. El anuncio provocó una protesta del ministro británico en Buenos Aires, Henry Fox, el 28 de septiembre, que al igual de las protestas de 1829 contra el nombramiento de Vernet, no fueron respondidas aparte de un breve reconocimiento. Esto impulsó a los británicos a enviar una patrulla naval para reocupar las islas.
El 10 de octubre dio cumplimiento a su misión y con Mestivier se levantó un acta con motivo del atentado realizado en 1831 por la fragata estadounidense Lexington con el pretexto de defender a sus connacionales detenidos por la pesca de lobos marinos.
El 21 de noviembre, la Sarandí salió a patrullar alrededor de las Islas Malvinas, donde se encontró con el foquero estadounidense The Sun bajo el mando de T.P. Trott. A la nave se le pidió retirarse del lugar y Trott se dirigió a legación de Estados Unidos en Montevideo en busca de protección de un buque de guerra estadounidense. En Montevideo, Trott fue instruido para regresar a las islas y hacer caso omiso de la advertencia, mientras que el USS Lexington estaba dispuesto a volver a las islas y, de ser necesario, apoderarse de la Sarandí.
El 30 de noviembre el gobernador Mestivier debió hacer frente a una sublevación de amotinados que le costó la vida. Esto ocurrió cuando el Sarandí estaba ausente de Puerto Soledad por patrullajes. Las circunstancias exactas de la muerte de Mestivier no están seguras.  El motín fue suprimido por los marineros armados desde el ballenero francés Jean Jacques, donde se retiró la viuda de Mestivier, que fue tomada a bordo del Sellador británica Rapid. El Sarandí regresó el 30 de diciembre y Pinedo tomó el control, poniendo fin definitivamente al levantamiento y encarcelando a los cabecillas.
El 3 de enero de 1833 se presentó la corbeta británica HMS Clío al mando del capitán John James Onslow con el objetivo de tomar las islas. Pinedo envió a dos de sus oficiales a la Clio a quienes Onslow acompañó personalmente a la Sarandí, donde transmitió al comandante argentino sus instrucciones, tomar el control de las islas, y le dio veinticuatro horas para arriar la bandera argentina y proceder a la evacuación. Pinedo protestó a lo que Onslow simplemente respondió que le enviaría sus instrucciones por escrito.
El historiador argentino Laurio Hedelvio Destéfani indica que Pinedo, de hecho, hizo los preparativos para resistir. Su barco, el Sarandí disponía de 8 cañones (de 8 x 8 libras) en comparación con los dieciocho cañones (16 × carronadas de 32 libras, 2 x 6 libras cañones de proa) del bergantín HMS Clio. Tenía veinticinco soldados a su disposición, aunque nueve hombres habían estado implicados en el motín, entre ellos, el capitán Juan Antonio Gomila (segundo al mando de Mestivier). Esto se compara con los veinte Royal Marines a bordo del Clio. Una de las preocupaciones era que un gran número de sus tripulantes eran mercenarios británicos, que no era inusual en los nuevos estados independientes de América Latina, donde las fuerzas de la tierra eran fuertes, pero las marinas estaban con frecuencia muy diezmadas. A pesar de esto Pinedo liberó a Gomila, dándole instrucciones para armar y preparar a los hombres. Pinedo también preparó el barco y habló a la tripulación sobre su voluntad de luchar, pero finalmente decidió no ofrecer resistencia. El jefe de la Sarandí se limitó a dejar al colono Jean Simon como comandante provisional.
Pinedo protestó verbalmente y se negó a bajar la bandera argentina. Las fuerzas británicas desembarcaron el 3 de enero y cambiaron las banderas, entregando de la Argentina a Pinedo. La goleta foquera británica Rapid partió el 5 de enero llevando a los amotinados a Buenos Aires.
Dos días después la Sarandí abandonó las islas, llevándose a los soldados argentinos, los convictos de la colonia penal de San Carlos y algunos, pero no la totalidad, de los pobladores argentinos. Argentina afirma que la colonia de Vernet también fue expulsada en este momento, aunque muchos historiadores afirman que se les dijo a los colonos sobre permanecer inicialmente bajo la autoridad del tendero de Vernet, William Dickson y más tarde de su adjunto, Matthew Brisbane.
Al volver al Río de la Plata, la Sarandí fue observada por los estadounidenses, mientras el USS Lexington se preparaba para zarpar a las Malvinas para proteger los intereses estadounidenses.
Pinedo arribó a Buenos Aires el 15 de enero de 1833. Allí fue objeto de una corte marcial por no resistir a los británicos, de acuerdo con el Código Militar de Argentina. Él argumentó que no recibió instrucciones específicas de Buenos Aires sobre cómo reaccionar en caso de una expedición militar británica. Fue declarado culpable con una decisión dividida entre la ejecución o ser expulsado del servicio, que se decidió por el auditor de guerra a favor de la expulsión. Sin embargo, el veredicto fue anulado debido a irregularidades en el procedimiento y a Pinedo le fue entregado otro comando cuatro meses después.

### Guerra Oriental
El 3 de julio de 1833 revistaba con el grado de teniente coronel. Entre abril y junio de 1834 estuvo al mando del bergantín General Rosas efectuando tareas de vigilancia en el Río de la Plata pasando a la goleta San Martín hasta septiembre de ese año integrando la escuadrilla que al mando del coronel de marina Tomás Espora subió el Paraná para disuadir la amenaza de invasión del dictador del Paraguay Gaspar Rodríguez de Francia. En 1835 se desempeñó como comandante de la goleta Federación con la que viajó nuevamente a Bahía Blanca y a Patagones.
El 29 de septiembre de 1838 era designado coronel graduado. Entre enero y mayo de ese año comandó el bergantín Republicano (ex goleta General San Martín). En 1839 durante el bloqueo francés bajo el mando de Brown participó de enfrentamientos con lanchas francesas. El 25 de febrero de 1841 relevó al sargento mayor Juan King en el mando del bergantín Vigilante que tomó parte en la lucha contra la escuadra de Fructuoso Rivera del 24 de mayo de 1841 en que apoyó eficazmente con su buque la captura del Cagancha de la escuadra de Coe.
Entre julio y diciembre de 1841 estuvo al mando de la goleta Libertad efectuando tareas de patrullaje en el Río de la Plata. Al reestructurarse la armada en 1842, pasó al mando de la goleta Restaurador (enero de 1842) y del General Echagüe (ex Cagancha), renombrado Republicano, con el que participó de combate de Costa Brava del 15 al 17 de agosto de 1842 en que la flota de José Garibaldi fue destruida.
Al fin de ese año con el Republicano organizó una escuadrilla destinada a operar en el río Uruguay para proteger a la provincia de Entre Ríos.

### Últimos años
En 1844 era comandante militar de Paysandú. Como cometiera una serie de actos arbitrarios que le costaron la vida a numerosas personas el general Antonio Díaz, ministro de guerra de Manuel Oribe lo amonestó, pero Pinedo se rebeló abiertamente por lo que fue separado de su cargo el 15 de abril, lo que fue ratificado por Justo José de Urquiza.
También Juan Manuel de Rosas ordenó su relevo quitándole todo mando naval e imponiéndole un largo arresto pese a la influencia de que gozaba su hermano el general Agustín de Pinedo, Comandante de Armas de la provincia.
Posteriormente prestó servicio en la Comandancia de Marina y en 1850 al organizar Rosas una escuadra enarboló su insignia en el pailebote Julio, desde el cual formó una academia naval teórica práctica e instruyó a guardiamarinas, que fue disuelta en 1851. Después de la batalla de Caseros se decretó su baja que fue dejada sin efecto el 17 de julio de 1852.
Cuando se estableció el sitio de Buenos Aires se incorporó a la escuadra bloqueadora de la Confederación Argentina con un bergantín a sus mando. Pero el 20 de junio de 1853, a las dos de la mañana, el capitán Pinedo entregó su buque a la flota del Estado de Buenos Aires, comandada por José Murature. Al día siguiente hizo lo propio el comodoro John Halstead Coe, ambos a cambio de una jugosa recompensa: dos millones de pesos en onzas de oro, a repartirse entre los oficiales.
En 1864 pasó a revistar en el Cuerpo de Inválidos.
Se había casado con Guillermina de Igarzábal y en segundas nupcias con su hermana, Dolores de Igarzábal.
Falleció en Buenos Aires el 19 de febrero de 1885.